# Liste der Snowboard-Weltmeister (FIS)

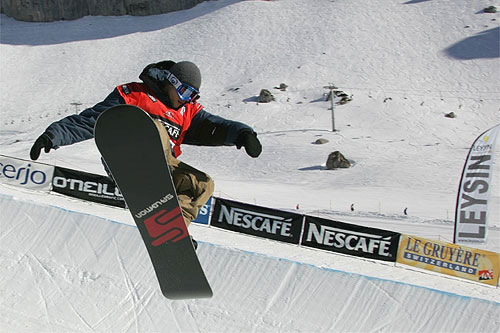
Snowboarder beim Halfpipe-Wettbewerb

Die Liste der Snowboard-Weltmeister verzeichnet alle Medaillengewinner bei den seit 1996 von der FIS ausgetragenen Snowboard-Weltmeisterschaften. Zuvor wurden schon von der mittlerweile nicht mehr existierenden International Snowboarding Federation Weltmeisterschaften ausgetragen, die dortigen Weltmeister werden in der Liste jedoch nicht berücksichtigt, sondern in der Liste der Snowboard-Weltmeister (ISF) vermerkt. Die erfolgreichste Athletin bei diesen Wettkämpfen ist mit sechs Gold- und vier Silbermedaillen die Französin Karine Ruby. Das französische Team ist auch in der Nationenwertung das beste Team, sowohl bei den Männern als auch bei den Frauen führt es diese an. Der erfolgreichste männliche Athlet, der Österreicher Benjamin Karl, konnte fünf Goldmedaillen erringen.
Bei Snowboard-Weltmeisterschaften wurden bisher insgesamt acht unterschiedliche Wettkampfdisziplinen ausgetragen, bei einer einzelnen Weltmeisterschaft aber höchstens sechs. Der Slalom wurde nur einmal, bei den Weltmeisterschaften 1997 ausgetragen, im Gegensatz dazu gab es den Parallelslalom- sowie den Halfpipewettbewerb bei allen neun Weltmeisterschaften. Die Wettkampfprogramme sind bei den Frauen und bei den Herren identisch.
Nicht mehr im Programm steht neben dem Slalom auch der Riesenslalom, der letztmals bei den Weltmeisterschaften 2001 ausgetragen wurden.

## Männer

### Derzeit ausgetragene Wettbewerbe
- Hier werden die Wettbewerbe verzeichnet, die bei den Weltmeisterschaften noch im Wettkampfprogramm vertreten sind.
- Die Wettbewerbe werden nach ihrer erstmaligen Aufnahme ins Programm sortiert.

#### Parallelslalom
| WM                        | Gold               | Silber             | Bronze             |
| ------------------------- | ------------------ | ------------------ | ------------------ |
| 1996 Lienz                | Ivo Rudiferia      | Rainer Krug        | Helmut Pramstaller |
| 1997 Innichen             | Mike Jacoby        | Elmar Messner      | Bernd Kroschewski  |
| 1999 Berchtesgaden        | Nicolas Huet       | Mathieu Bozzetto   | Werner Ebenbauer   |
| 2001 Madonna di Campiglio | Gilles Jaquet      | Daniel Biveson     | Stefan Kaltschütz  |
| 2003 Kreischberg          | Siegfried Grabner  | Mathieu Bozzetto   | Simon Schoch       |
| 2005 Whistler Mountain    | Jasey-Jay Anderson | Nicolas Huet       | Siegfried Grabner  |
| 2007 Arosa                | Simon Schoch       | Philipp Schoch     | Rok Flander        |
| 2009 Gangwon              | Benjamin Karl      | Sylvain Dufour     | Patrick Bussler    |
| 2011 La Molina            | Benjamin Karl      | Simon Schoch       | Rok Marguč         |
| 2013 Stoneham             | Rok Marguč         | Justin Reiter      | Roland Fischnaller |
| 2015 Kreischberg          | Roland Fischnaller | Andrei Sobolew     | Rok Marguč         |
| 2017 Sierra Nevada        | Andreas Prommegger | Benjamin Karl      | Andrei Sobolew     |
| 2019 Park City            | Dmitri Loginow     | Roland Fischnaller | Stefan Baumeister  |
| 2021 Rogla                | Benjamin Karl      | Andreas Prommegger | Dmitri Loginow     |
| 2023 Bakuriani            | Andreas Prommegger | Arvid Auner        | Arnaud Gaudet      |
| 2025 Engadin              | Terwel Samfirow    | Arvid Auner        | Aaron March        |

#### Parallel-Riesenslalom
| WM                        | Gold               | Silber             | Bronze             |
| ------------------------- | ------------------ | ------------------ | ------------------ |
| 1999 Berchtesgaden        | Richard Rikardsson | Stefan Kaltschütz  | Harald Walder      |
| 2001 Madonna di Campiglio | Nicolas Huet       | Mathieu Chiquet    | Anton Pogue        |
| 2003 Kreischberg          | Dejan Košir        | Simon Schoch       | Nicolas Huet       |
| 2005 Whistler Mountain    | Jasey-Jay Anderson | Urs Eiselin        | Nicolas Huet       |
| 2007 Arosa                | Rok Flander        | Philipp Schoch     | Heinz Inniger      |
| 2009 Gangwon              | Jasey-Jay Anderson | Sylvain Dufour     | Matthew Morison    |
| 2011 La Molina            | Benjamin Karl      | Rok Marguč         | Roland Fischnaller |
| 2013 Stoneham             | Benjamin Karl      | Roland Fischnaller | Vic Wild           |
| 2015 Kreischberg          | Andrei Sobolew     | Žan Košir          | Benjamin Karl      |
| 2017 Sierra Nevada        | Andreas Prommegger | Benjamin Karl      | Nevin Galmarini    |
| 2019 Park City            | Dmitri Loginow     | Tim Mastnak        | Stefan Baumeister  |
| 2021 Rogla                | Dmitri Loginow     | Roland Fischnaller | Andrei Sobolew     |
| 2023 Bakuriani            | Oskar Kwiatkowski  | Dario Caviezel     | Alexander Payer    |
| 2025 Engadin              | Roland Fischnaller | Stefan Baumeister  | Lee Sang-ho        |

#### Boardercross/Snowboardcross
| WM                        | Gold                | Silber              | Bronze              |
| ------------------------- | ------------------- | ------------------- | ------------------- |
| 1997 Innichen             | Helmut Pramstaller  | Klaus Sammer        | Jakob Bergstedt     |
| 1999 Berchtesgaden        | Henrik Jansson      | Magnus Sterner      | Zeke Steggall       |
| 2001 Madonna di Campiglio | Guillaume Nantermod | Markus Ebner        | Alexander Maier     |
| 2003 Kreischberg          | Xavier de Le Rue    | Seth Wescott        | Drew Neilson        |
| 2005 Whistler Mountain    | Seth Wescott        | François Boivin     | Jayson Hale         |
| 2007 Arosa                | Xavier de Le Rue    | Seth Wescott        | Nate Holland        |
| 2009 Gangwon              | Markus Schairer     | Xavier de Le Rue    | Nick Baumgartner    |
| 2011 La Molina            | Alex Pullin         | Seth Wescott        | Nate Holland        |
| 2013 Stoneham             | Alex Pullin         | Markus Schairer     | Stian Sivertzen     |
| 2015 Kreischberg          | Luca Matteotti      | Kevin Hill          | Nick Baumgartner    |
| 2017 Sierra Nevada        | Pierre Vaultier     | Lucas Eguibar       | Alex Pullin         |
| 2019 Park City            | Mick Dierdorff      | Hanno Douschan      | Emanuel Perathoner  |
| 2021 Idre                 | Lucas Eguibar       | Alessandro Hämmerle | Éliot Grondin       |
| 2023 Bakuriani            | Jakob Dusek         | Martin Nörl         | Omar Visintin       |
| 2025 Engadin              | Éliot Grondin       | Loan Bozzolo        | Alessandro Hämmerle |

#### Halfpipe
| WM                        | Gold                | Silber              | Bronze               |
| ------------------------- | ------------------- | ------------------- | -------------------- |
| 1996 Lienz                | Ross Powers         | Lael Gregory        | Rob Kingwill         |
| 1997 Innichen             | Fabien Rohrer       | Markus Hurme        | Roger Hjelmstadstuen |
| 1999 Berchtesgaden        | Ricky Bower         | Fredrik Sterner     | Timo Aho             |
| 2001 Madonna di Campiglio | Kim Christiansen    | Daniel Franck       | Markus Hurme         |
| 2003 Kreischberg          | Markus Keller       | Stefan Karlsson     | Steven Fisher        |
| 2005 Whistler Mountain    | Antti Autti         | Justin Lamoureux    | Kim Christiansen     |
| 2007 Arosa                | Mathieu Crepel      | Kazuhiro Kokubo     | Brad Martin          |
| 2009 Gangwon              | Ryō Aono            | Jeff Batchelor      | Mathieu Crepel       |
| 2011 La Molina            | Nathan Johnstone    | Iouri Podladtchikov | Markus Malin         |
| 2013 Stoneham             | Iouri Podladtchikov | Taku Hiraoka        | Markus Malin         |
| 2015 Kreischberg          | Scott James         | Zhang Yiwei         | Tim-Kevin Ravnjak    |
| 2017 Sierra Nevada        | Scott James         | Iouri Podladtchikov | Patrick Burgener     |
| 2019 Park City            | Scott James         | Yūto Totsuka        | Patrick Burgener     |
| 2021 Aspen                | Yūto Totsuka        | Scott James         | Jan Scherrer         |
| 2023 Bakuriani            | Lee Chae-un         | Valentino Guseli    | Jan Scherrer         |
| 2025 Engadin              | Scott James         | Ruka Hirano         | Yūto Totsuka         |

#### Big Air
| WM                     | Gold                   | Silber                 | Bronze                 |
| ---------------------- | ---------------------- | ---------------------- | ---------------------- |
| 2003 Kreischberg       | Risto Mattila          | Simon Ax               | Antti Autti            |
| 2005 Whistler Mountain | Antti Autti            | Matevž Petek           | Andreas Jakobsson      |
| 2007 Arosa             | Mathieu Crepel         | Antti Autti            | Janne Korpi            |
| 2009 Gangwon           | Markku Koski           | Seppe Smits            | Stefan Gimpl           |
| 2011 La Molina         | Petja Piiroinen        | Seppe Smits            | Rocco van Straten      |
| 2013 Stoneham          | Roope Tonteri          | Niklas Mattsson        | Seppe Smits            |
| 2015 Kreischberg       | Roope Tonteri          | Darcy Sharpe           | Kyle Mack              |
| 2017 Sierra Nevada     | Ståle Sandbech         | Chris Corning          | Marcus Kleveland       |
| 2019 Park City         | Wettbewerb ausgefallen | Wettbewerb ausgefallen | Wettbewerb ausgefallen |
| 2021 Aspen             | Mark McMorris          | Maxence Parrot         | Marcus Kleveland       |
| 2023 Bakuriani         | Taiga Hasegawa         | Mons Røisland          | Nicolas Huber          |
| 2025 Engadin           | Ryoma Kimata           | Taiga Hasegawa         | Oliver Martin          |

#### Slopestyle
| WM                 | Gold             | Silber            | Bronze           |
| ------------------ | ---------------- | ----------------- | ---------------- |
| 2011 La Molina     | Seppe Smits      | Niklas Mattsson   | Ville Paumola    |
| 2013 Stoneham      | Roope Tonteri    | Mark McMorris     | Janne Korpi      |
| 2015 Kreischberg   | Ryan Stassel     | Roope Tonteri     | Kyle Mack        |
| 2017 Sierra Nevada | Seppe Smits      | Nicolas Huber     | Chris Corning    |
| 2019 Park City     | Chris Corning    | Mark McMorris     | Judd Henkes      |
| 2021 Aspen         | Marcus Kleveland | Sébastien Toutant | Rene Rinnekangas |
| 2023 Bakuriani     | Marcus Kleveland | Ryoma Kimata      | Chris Corning    |
| 2025 Engadin       | Liam Brearley    | Su Yiming         | Oliver Martin    |

### Nicht mehr ausgetragene Wettbewerbe
- Hier werden die Wettbewerbe verzeichnet, die bei den Weltmeisterschaften nicht mehr im Wettkampfprogramm vertreten sind.
- Die Wettbewerbe werden nach ihrer letztmaligen Aufnahme ins Programm sortiert.

#### Slalom
| WM            | Gold              | Silber          | Bronze      |
| ------------- | ----------------- | --------------- | ----------- |
| 1997 Innichen | Bernd Kroschewski | Dieter Moherndl | Anton Pogue |

#### Riesenslalom
| WM                        | Gold               | Silber           | Bronze             |
| ------------------------- | ------------------ | ---------------- | ------------------ |
| 1996 Lienz                | Jeff Greenwood     | Mike Jacoby      | Helmut Pramstaller |
| 1997 Innichen             | Thomas Prugger     | Mike Jacoby      | Ian Price          |
| 1999 Berchtesgaden        | Markus Ebner       | Maxence Idesheim | Stefan Kaltschütz  |
| 2001 Madonna di Campiglio | Jasey-Jay Anderson | Dejan Košir      | Walter Feichter    |

#### Snowboardercross Team
| WM                 | Gold                             | Silber                           | Bronze                            |
| ------------------ | -------------------------------- | -------------------------------- | --------------------------------- |
| 2017 Sierra Nevada | Nick Baumgartner / Hagen Kearney | Regino Hernández / Lucas Eguibar | Kevin Hill / Christopher Robanske |

## Frauen

### Derzeit ausgetragene Wettbewerbe
- Hier werden die Wettbewerbe verzeichnet, die bei den Weltmeisterschaften noch im Wettkampfprogramm vertreten sind.
- Die Wettbewerbe werden nach ihrer erstmaligen Aufnahme ins Programm sortiert.

#### Parallelslalom
| WM                        | Gold                        | Silber                     | Bronze                     |
| ------------------------- | --------------------------- | -------------------------- | -------------------------- |
| 1996 Lienz                | Marion Posch                | Marcella Boerma            | Sondra van Ert             |
| 1997 Innichen             | Dagmar Mair unter der Eggen | Karine Ruby                | Marie Birkl                |
| 1999 Berchtesgaden        | Marion Posch                | Isabelle Blanc             | Sandra Farmand             |
| 2001 Madonna di Campiglio | Karine Ruby                 | Isabelle Blanc             | Carmen Ranigler            |
| 2003 Kreischberg          | Isabelle Blanc              | Karine Ruby                | Sara Fischer               |
| 2005 Whistler Mountain    | Daniela Meuli               | Heidi Neururer             | Doresia Krings             |
| 2007 Arosa                | Heidi Neururer              | Marion Kreiner             | Doresia Krings             |
| 2009 Gangwon              | Fränzi Mägert-Kohli         | Doris Günther              | Jekaterina Tudegeschewa    |
| 2011 La Molina            | Hilde Katrine Engeli        | Nicolien Sauerbreij        | Claudia Riegler            |
| 2013 Stoneham             | Jekaterina Tudegeschewa     | Patrizia Kummer            | Amelie Kober               |
| 2015 Kreischberg          | Ester Ledecká               | Julia Dujmovits            | Marion Kreiner             |
| 2017 Sierra Nevada        | Daniela Ulbing              | Ester Ledecká              | Aljona Sawarsina           |
| 2019 Park City            | Julie Zogg                  | Annamari Dantscha          | Ramona Theresia Hofmeister |
| 2021 Rogla                | Sofija Nadyrschina          | Ramona Theresia Hofmeister | Selina Jörg                |
| 2023 Bakuriani            | Julie Zogg                  | Ladina Jenny               | Sabine Schöffmann          |
| 2025 Engadin              | Tsubaki Miki                | Ester Ledecká              | Michelle Dekker            |

#### Parallel-Riesenslalom
| WM                        | Gold                    | Silber             | Bronze                  |
| ------------------------- | ----------------------- | ------------------ | ----------------------- |
| 1999 Berchtesgaden        | Isabelle Blanc          | Rosey Fletcher     | Åsa Windahl             |
| 2001 Madonna di Campiglio | Ursula Bruhin           | Rosey Fletcher     | Manuela Riegler         |
| 2003 Kreischberg          | Ursula Bruhin           | Julie Pomagalski   | Heidi Renoth            |
| 2005 Whistler Mountain    | Manuela Riegler         | Swetlana Boldykowa | Doresia Krings          |
| 2007 Arosa                | Jekaterina Tudegeschewa | Amelie Kober       | Fränzi Kohli            |
| 2009 Gangwon              | Marion Kreiner          | Doris Günther      | Patrizia Kummer         |
| 2011 La Molina            | Aljona Sawarsina        | Claudia Riegler    | Doris Günther           |
| 2013 Stoneham             | Isabella Laböck         | Julia Dujmovits    | Amelie Kober            |
| 2015 Kreischberg          | Claudia Riegler         | Aljona Sawarsina   | Tomoka Takeuchi         |
| 2017 Sierra Nevada        | Ester Ledecká           | Patrizia Kummer    | Jekaterina Tudegeschewa |
| 2019 Park City            | Selina Jörg             | Natalja Sobolewa   | Ladina Jenny            |
| 2021 Rogla                | Selina Jörg             | Sofija Nadyrschina | Julia Dujmovits         |
| 2023 Bakuriani            | Tsubaki Miki            | Daniela Ulbing     | Aleksandra Król         |
| 2025 Engadin              | Ester Ledecká           | Tsubaki Miki       | Aleksandra Król-Walas   |

#### Boardercross/Snowboardcross
| WM                        | Gold               | Silber              | Bronze                          |
| ------------------------- | ------------------ | ------------------- | ------------------------------- |
| 1997 Innichen             | Karine Ruby        | Manuela Riegler     | Maria Kirchgasser-Pichler       |
| 1999 Berchtesgaden        | Julie Pomagalski   | Marija Tichwinskaja | Olivia Guerry                   |
| 2001 Madonna di Campiglio | Karine Ruby        | Emmanuelle Duboc    | Dominique Vallée                |
| 2003 Kreischberg          | Karine Ruby        | Ursula Fingerlos    | Victoria Wicky                  |
| 2005 Whistler Mountain    | Lindsey Jacobellis | Karine Ruby         | Maëlle Ricker                   |
| 2007 Arosa                | Lindsey Jacobellis | Sandra Frei         | Helene Olafsen                  |
| 2009 Gangwon              | Helene Olafsen     | Olivia Nobs         | Mellie Francon                  |
| 2011 La Molina            | Lindsey Jacobellis | Nelly Moenne-Loccoz | Dominique Maltais               |
| 2013 Stoneham             | Maëlle Ricker      | Dominique Maltais   | Helene Olafsen                  |
| 2015 Kreischberg          | Lindsey Jacobellis | Nelly Moenne-Loccoz | Michela Moioli                  |
| 2017 Sierra Nevada        | Lindsey Jacobellis | Chloé Trespeuch     | Michela Moioli                  |
| 2019 Park City            | Eva Samková        | Charlotte Bankes    | Michela Moioli                  |
| 2021 Idre                 | Charlotte Bankes   | Michela Moioli      | Eva Samková                     |
| 2023 Bakuriani            | Eva Adamczyková    | Josie Baff          | Lindsey Jacobellis              |
| 2025 Engadin              | Michela Moioli     | Charlotte Bankes    | Julia Pereira de Sousa Mabileau |

#### Halfpipe
| WM                        | Gold                  | Silber              | Bronze             |
| ------------------------- | --------------------- | ------------------- | ------------------ |
| 1996 Lienz                | Carolien van Kilsdonk | Annemarie Uliasz    | Cammy Potter       |
| 1997 Innichen             | Anita Schwaller       | Christel Thoresen   | Sabine Wehr-Hasler |
| 1999 Berchtesgaden        | Kim Stacey            | Doriane Vidal       | Anna Hellman       |
| 2001 Madonna di Campiglio | Doriane Vidal         | Stine Brun Kjeldaas | Sari Grönholm      |
| 2003 Kreischberg          | Doriane Vidal         | Nicola Pederzolli   | Fabienne Reuteler  |
| 2005 Whistler Mountain    | Doriane Vidal         | Manuela Pesko       | Hannah Teter       |
| 2007 Arosa                | Manuela Pesko         | Sōko Yamaoka        | Paulina Ligocka    |
| 2009 Gangwon              | Liu Jiayu             | Holly Crawford      | Paulina Ligocka    |
| 2011 La Molina            | Holly Crawford        | Ursina Haller       | Liu Jiayu          |
| 2013 Stoneham             | Arielle Gold          | Holly Crawford      | Sophie Rodriguez   |
| 2015 Kreischberg          | Cai Xuetong           | Queralt Castellet   | Clémence Grimal    |
| 2017 Sierra Nevada        | Cai Xuetong           | Haruna Matsumoto    | Clémence Grimal    |
| 2019 Park City            | Chloe Kim             | Cai Xuetong         | Maddie Mastro      |
| 2021 Aspen                | Chloe Kim             | Maddie Mastro       | Queralt Castellet  |
| 2023 Bakuriani            | Cai Xuetong           | Elizabeth Hosking   | Mitsuki Ono        |
| 2025 Engadin              | Chloe Kim             | Sara Shimizu        | Mitsuki Ono        |

#### Big Air
| WM                 | Gold                   | Silber                 | Bronze                 |
| ------------------ | ---------------------- | ---------------------- | ---------------------- |
| 2015 Kreischberg   | Elena Könz             | Merika Enne            | Sina Candrian          |
| 2017 Sierra Nevada | Anna Gasser            | Enni Rukajärvi         | Silje Norendal         |
| 2019 Park City     | Wettbewerb ausgefallen | Wettbewerb ausgefallen | Wettbewerb ausgefallen |
| 2021 Aspen         | Laurie Blouin          | Zoi Sadowski-Synnott   | Miyabi Onitsuka        |
| 2023 Bakuriani     | Anna Gasser            | Miyabi Onitsuka        | Tess Coady             |
| 2025 Engadin       | Kokomo Murase          | Reira Iwabuchi         | Mari Fukada            |

#### Slopestyle
| WM                 | Gold                 | Silber               | Bronze          |
| ------------------ | -------------------- | -------------------- | --------------- |
| 2011 La Molina     | Enni Rukajärvi       | Šárka Pančochová     | Shelly Gotlieb  |
| 2013 Stoneham      | Spencer O’Brien      | Sina Candrian        | Torah Bright    |
| 2015 Kreischberg   | Miyabi Onitsuka      | Anna Gasser          | Klaudia Medlová |
| 2017 Sierra Nevada | Laurie Blouin        | Zoi Sadowski-Synnott | Miyabi Onitsuka |
| 2019 Park City     | Zoi Sadowski-Synnott | Silje Norendal       | Jamie Anderson  |
| 2021 Aspen         | Zoi Sadowski-Synnott | Jamie Anderson       | Tess Coady      |
| 2023 Bakuriani     | Mia Brookes          | Zoi Sadowski-Synnott | Miyabi Onitsuka |
| 2025 Engadin       | Zoi Sadowski-Synnott | Kokomo Murase        | Reira Iwabuchi  |

### Nicht mehr ausgetragene Wettbewerbe
- Hier werden die Wettbewerbe verzeichnet, die bei den Weltmeisterschaften nicht mehr im Wettkampfprogramm vertreten sind.
- Die Wettbewerbe werden nach ihrer letztmaligen Aufnahme ins Programm sortiert.

#### Slalom
| WM            | Gold         | Silber                      | Bronze            |
| ------------- | ------------ | --------------------------- | ----------------- |
| 1997 Innichen | Heidi Renoth | Dagmar Mair unter der Eggen | Dorothée Fournier |

#### Riesenslalom
| WM                        | Gold              | Silber          | Bronze                      |
| ------------------------- | ----------------- | --------------- | --------------------------- |
| 1996 Lienz                | Karine Ruby       | Manuela Riegler | Sondra van Ert              |
| 1997 Innichen             | Sondra van Ert    | Karine Ruby     | Margherita Parini           |
| 1999 Berchtesgaden        | Margherita Parini | Lidia Trettel   | Sondra van Ert              |
| 2001 Madonna di Campiglio | Karine Ruby       | Isabelle Blanc  | Dagmar Mair unter der Eggen |

#### Snowboardercross Team
| WM                 | Gold                                  | Silber                         | Bronze                           |
| ------------------ | ------------------------------------- | ------------------------------ | -------------------------------- |
| 2017 Sierra Nevada | Nelly Moenne-Loccoz / Chloé Trespeuch | Manon Petit / Charlotte Bankes | Lindsey Jacobellis / Faye Gulini |

## Mixed

### Snowboardercross Team
| WM             | Gold                                           | Silber                             | Bronze                                              |
| -------------- | ---------------------------------------------- | ---------------------------------- | --------------------------------------------------- |
| 2019 Park City | Mick Dierdorff / Lindsey Jacobellis            | Omar Visintin / Michela Moioli     | Paul Berg / Hanna Ihedioha                          |
| 2021 Idre      | Jarryd Hughes / Belle Brockhoff                | Lorenzo Sommariva / Michela Moioli | Léo Le Blé Jaques / Julia Pereira de Sousa Mabileau |
| 2023 Bakuriani | Huw Nightingale / Charlotte Bankes             | Jakob Dusek / Pia Zerkhold         | Merlin Surget / Chloé Trespeuch                     |
| 2025 Engadin   | Loan Bozzolo / Julia Pereira de Sousa Mabileau | Cameron Bolton / Mia Clift         | Valerio Jud / Sina Siegenthaler                     |

### Parallelslalom Team
| WM             | Gold                               | Silber                                 | Bronze                            |
| -------------- | ---------------------------------- | -------------------------------------- | --------------------------------- |
| 2023 Bakuriani | Aaron March / Nadya Ochner         | Andreas Prommegger / Sabine Schöffmann | Dario Caviezel / Julie Zogg       |
| 2025 Engadin   | Maurizio Bormolini / Elisa Caffont | Gabriel Messner / Jasmin Coratti       | Andreas Prommegger / Sabine Payer |

## Erfolgreichste Athleten
- Platz: Die Reihenfolge der Athleten wird durch die Anzahl der Goldmedaillen bestimmt. Bei gleicher Anzahl werden die Silbermedaillen verglichen und anschließend die errungenen Bronzemedaillen.
- Name: Name des Athleten.
- Land: Das Land, für das der Athlet startete.
- Von: Das Jahr, in dem der Athlet die erste Medaille gewonnen hat.
- Bis: Das Jahr, in dem der Athlet die letzte Medaille gewonnen hat.
- Gold: Anzahl der gewonnenen Goldmedaillen.
- Silber: Anzahl der gewonnenen Silbermedaillen.
- Bronze: Anzahl der gewonnenen Bronzemedaillen.
- Gesamt: Anzahl aller gewonnenen Medaillen.

Hinweise: Es werden alle Goldmedaillengewinner in der Gesamtstatistik aufgelistet. In den einzelnen Disziplinen werden nur die drei besten Athleten aufgezählt. Medaillen in den Mixed-Teamwettbewerben werden auf die Geschlechter aufgeteilt.

### Top 10 gesamt
| Platz | Name               | Land               | Von  | Bis  | Gold | Silber | Bronze | Gesamt |
| ----- | ------------------ | ------------------ | ---- | ---- | ---- | ------ | ------ | ------ |
| 1.    | Karine Ruby        | Frankreich         | 1996 | 2005 | 6    | 4      | -      | 10     |
| 2.    | Lindsey Jacobellis | Vereinigte Staaten | 2005 | 2019 | 6    | –      | 1      | 7      |
| 3.    | Benjamin Karl      | Österreich         | 2009 | 2017 | 4    | 2      | 1      | 7      |
| 4.    | Jasey-Jay Anderson | Kanada             | 2001 | 2009 | 4    | -      | –      | 4      |
| 5.    | Doriane Vidal      | Frankreich         | 1999 | 2005 | 3    | 1      | –      | 4      |
| 5.    | Roope Tonteri      | Finnland           | 2013 | 2015 | 3    | 1      | –      | 4      |
| 7.    | Scott James        | Australien         | 2015 | 2019 | 3    | –      | –      | 3      |
| 8.    | Isabelle Blanc     | Frankreich         | 1999 | 2003 | 2    | 3      | –      | 5      |
| 9.    | Nicolas Huet       | Frankreich         | 1999 | 2005 | 2    | 1      | 2      | 5      |
| 9.    | Seppe Smits        | Belgien            | 2009 | 2017 | 2    | 1      | 2      | 5      |

### Männer

#### Gesamt
| Platz | Name                | Land               | Von  | Bis  | Gold | Silber | Bronze | Gesamt |
| ----- | ------------------- | ------------------ | ---- | ---- | ---- | ------ | ------ | ------ |
| 1.    | Benjamin Karl       | Österreich         | 2009 | 2017 | 4    | 2      | 1      | 7      |
| 2.    | Jasey-Jay Anderson  | Kanada             | 2001 | 2009 | 4    | -      | –      | 4      |
| 3.    | Roope Tonteri       | Finnland           | 2013 | 2015 | 3    | 1      | –      | 4      |
| 4.    | Scott James         | Australien         | 2015 | 2019 | 3    | –      | –      | 3      |
| 5.    | Nicolas Huet        | Frankreich         | 1999 | 2005 | 2    | 1      | 2      | 5      |
| 5.    | Seppe Smits         | Belgien            | 2009 | 2017 | 2    | 1      | 2      | 5      |
| 7.    | Antti Autti         | Finnland           | 2003 | 2007 | 2    | 1      | 1      | 4      |
| 8.    | Xavier de Le Rue    | Frankreich         | 2003 | 2009 | 2    | 1      | –      | 2      |
| 9.    | Mathieu Crepel      | Frankreich         | 2007 | 2009 | 2    | –      | 1      | 2      |
| 10.   | Mick Dierdorff      | Vereinigte Staaten | 2019 | 2019 | 2    | –      | –      | 2      |
| 10.   | Dmitri Loginow      | Russland           | 2019 | 2019 | 2    | –      | –      | 2      |
| 10.   | Andreas Prommegger  | Österreich         | 2017 | 2017 | 2    | –      | –      | 2      |
| 10.   | Alex Pullin         | Australien         | 2011 | 2013 | 2    | –      | –      | 2      |
| 14.   | Seth Wescott        | Vereinigte Staaten | 2003 | 2011 | 1    | 3      | –      | 4      |
| 15.   | Roland Fischnaller  | Italien            | 2011 | 2019 | 1    | 2      | 2      | 5      |
| 16.   | Simon Schoch        | Schweiz            | 2003 | 2011 | 1    | 2      | 1      | 4      |
| 17.   | Mike Jacoby         | Vereinigte Staaten | 1996 | 1997 | 1    | 2      | –      | 3      |
| 18.   | Rok Marguč          | Slowenien          | 2011 | 2015 | 1    | 1      | 2      | 4      |
| 19.   | Chris Corning       | Vereinigte Staaten | 2017 | 2019 | 1    | 1      | 1      | 3      |
| 20.   | Markus Ebner        | Deutschland        | 1999 | 2001 | 1    | 1      | –      | 2      |
| 20.   | Dejan Košir         | Slowenien          | 2001 | 2003 | 1    | 1      | –      | 2      |
| 20.   | Iouri Podladtchikov | Schweiz            | 2011 | 2013 | 1    | 1      | –      | 2      |
| 20.   | Markus Schairer     | Österreich         | 2009 | 2013 | 1    | 1      | –      | 2      |
| 20.   | Andrei Sobolew      | Russland           | 2015 | 2015 | 1    | 1      | –      | 2      |
| 25.   | Helmut Pramstaller  | Österreich         | 1996 | 1997 | 1    | –      | 2      | 3      |
| 26.   | Kim Christiansen    | Norwegen           | 2001 | 2005 | 1    | –      | 1      | 2      |
| 26.   | Rok Flander         | Slowenien          | 2007 | 2007 | 1    | –      | 1      | 2      |
| 26.   | Siegfried Grabner   | Österreich         | 2003 | 2005 | 1    | –      | 1      | 2      |
| 26.   | Bernd Kroschewski   | Deutschland        | 1997 | 1997 | 1    | –      | 1      | 2      |

#### Parallelslalom
| Platz | Name               | Land       | Von  | Bis  | Gold | Silber | Bronze | Gesamt |
| ----- | ------------------ | ---------- | ---- | ---- | ---- | ------ | ------ | ------ |
| 1.    | Benjamin Karl      | Österreich | 2009 | 2011 | 2    | –      | –      | 2      |
| 2.    | Roland Fischnaller | Italien    | 2013 | 2019 | 1    | 1      | 1      | 3      |
| 2.    | Simon Schoch       | Schweiz    | 2003 | 2011 | 1    | 1      | 1      | 3      |

#### Slalom
| Platz | Name              | Land               | Von  | Bis  | Gold | Silber | Bronze | Gesamt |
| ----- | ----------------- | ------------------ | ---- | ---- | ---- | ------ | ------ | ------ |
| 1.    | Bernd Kroschewski | Deutschland        | 1997 | 1997 | 1    | –      | –      | 1      |
| 2.    | Dieter Moherndl   | Deutschland        | 1997 | 1997 | –    | 1      | –      | 1      |
| 3.    | Anton Pogue       | Vereinigte Staaten | 1997 | 1997 | –    | –      | 1      | 1      |

#### Parallel-Riesenslalom
| Platz | Name               | Land       | Von  | Bis  | Gold | Silber | Bronze | Gesamt |
| ----- | ------------------ | ---------- | ---- | ---- | ---- | ------ | ------ | ------ |
| 1.    | Benjamin Karl      | Österreich | 2011 | 2017 | 2    | 1      | 1      | 4      |
| 2.    | Jasey-Jay Anderson | Kanada     | 2005 | 2009 | 2    | –      | –      | 2      |
| 3.    | Nicolas Huet       | Frankreich | 2001 | 2005 | 1    | –      | 2      | 3      |

#### Riesenslalom
| Platz | Name               | Land               | Von  | Bis  | Gold | Silber | Bronze | Gesamt |
| ----- | ------------------ | ------------------ | ---- | ---- | ---- | ------ | ------ | ------ |
| 1.    | Jeff Greenwood     | Vereinigte Staaten | 1996 | 1996 | 1    | –      | –      | 1      |
| 1.    | Thomas Prugger     | Italien            | 1997 | 1997 | 1    | –      | –      | 1      |
| 1.    | Markus Ebner       | Deutschland        | 1999 | 1999 | 1    | –      | –      | 1      |
| 1.    | Jasey-Jay Anderson | Kanada             | 2001 | 2001 | 1    | –      | –      | 1      |

#### Boardercross/Snowboardcross
| Platz | Name             | Land               | Von  | Bis  | Gold | Silber | Bronze | Gesamt |
| ----- | ---------------- | ------------------ | ---- | ---- | ---- | ------ | ------ | ------ |
| 1.    | Xavier de Le Rue | Frankreich         | 2003 | 2009 | 2    | 1      | –      | 3      |
| 2.    | Alex Pullin      | Australien         | 2011 | 2017 | 2    | –      | 1      | 3      |
| 3.    | Seth Wescott     | Vereinigte Staaten | 2003 | 2011 | 1    | 3      | –      | 4      |

#### Big Air
| Platz | Name            | Land       | Von  | Bis  | Gold | Silber | Bronze | Gesamt |
| ----- | --------------- | ---------- | ---- | ---- | ---- | ------ | ------ | ------ |
| 1.    | Roope Tonteri   | Finnland   | 2013 | 2015 | 2    | –      | –      | 2      |
| 2.    | Antti Autti     | Finnland   | 2003 | 2007 | 1    | 1      | 1      | 3      |
| 3.    | Risto Mattila   | Finnland   | 2003 | 2003 | 1    | –      | –      | 1      |
| 3.    | Mathieu Crepel  | Frankreich | 2007 | 2007 | 1    | –      | –      | 1      |
| 3.    | Markku Koski    | Finnland   | 2009 | 2009 | 1    | –      | –      | 1      |
| 3.    | Petja Piiroinen | Finnland   | 2011 | 2011 | 1    | –      | –      | 1      |
| 3.    | Ståle Sandbech  | Norwegen   | 2017 | 2017 | 1    | –      | –      | 1      |

#### Halfpipe
| Platz | Name                | Land       | Von  | Bis  | Gold | Silber | Bronze | Gesamt |
| ----- | ------------------- | ---------- | ---- | ---- | ---- | ------ | ------ | ------ |
| 1.    | Scott James         | Australien | 2015 | 2019 | 3    | –      | –      | 3      |
| 2.    | Iouri Podladtchikov | Schweiz    | 2011 | 2013 | 1    | 1      | –      | 2      |
| 3.    | Kim Christiansen    | Norwegen   | 2001 | 2005 | 1    | –      | 1      | 2      |
| 3.    | Mathieu Crepel      | Frankreich | 2007 | 2009 | 1    | –      | 1      | 2      |

#### Slopestyle
| Platz | Name          | Land               | Von  | Bis  | Gold | Silber | Bronze | Gesamt |
| ----- | ------------- | ------------------ | ---- | ---- | ---- | ------ | ------ | ------ |
| 1.    | Seppe Smits   | Belgien            | 2011 | 2017 | 2    | –      | –      | 2      |
| 2.    | Roope Tonteri | Finnland           | 2013 | 2015 | 1    | 1      | –      | 2      |
| 3.    | Chris Corning | Vereinigte Staaten | 2017 | 2019 | 1    | –      | 1      | 2      |

### Frauen

#### Gesamt
| Platz | Name                        | Land                | Von  | Bis  | Gold | Silber | Bronze | Gesamt |
| ----- | --------------------------- | ------------------- | ---- | ---- | ---- | ------ | ------ | ------ |
| 1.    | Karine Ruby                 | Frankreich          | 1996 | 2005 | 6    | 4      | -      | 10     |
| 2.    | Lindsey Jacobellis          | Vereinigte Staaten  | 2005 | 2019 | 6    | –      | 1      | 7      |
| 3.    | Doriane Vidal               | Frankreich          | 1999 | 2005 | 3    | 1      | –      | 4      |
| 4.    | Isabelle Blanc              | Frankreich          | 1999 | 2003 | 2    | 3      | –      | 5      |
| 5.    | Cai Xuetong                 | Volksrepublik China | 2015 | 2019 | 2    | 1      | –      | 3      |
| 5.    | Ester Ledecká               | Tschechien          | 2015 | 2017 | 2    | 1      | –      | 3      |
| 7.    | Jekaterina Tudegeschewa     | Russland            | 2007 | 2013 | 2    | –      | 2      | 4      |
| 8.    | Ursula Bruhin               | Schweiz             | 2001 | 2003 | 2    | –      | –      | 2      |
| 8.    | Marion Posch                | Italien             | 1996 | 1999 | 2    | –      | –      | 2      |
| 10.   | Manuela Riegler             | Österreich          | 1996 | 2005 | 1    | 2      | 1      | 4      |
| 11.   | Holly Crawford              | Australien          | 2009 | 2013 | 1    | 2      | –      | 3      |
| 12.   | Marion Kreiner              | Österreich          | 2007 | 2015 | 1    | 1      | 1      | 3      |
| 12.   | Dagmar Mair unter der Eggen | Italien             | 1997 | 2001 | 1    | 1      | 1      | 3      |
| 12.   | Claudia Riegler             | Österreich          | 2011 | 2015 | 1    | 1      | 1      | 3      |
| 15.   | Aljona Sawarsina            | Russland            | 2011 | 2017 | 1    | 1      | 1      | 3      |
| 16.   | Heidi Neururer              | Österreich          | 2005 | 2007 | 1    | 1      | –      | 2      |
| 16.   | Manuela Pesko               | Schweiz             | 2005 | 2007 | 1    | 1      | –      | 2      |
| 16.   | Julie Pomagalski            | Frankreich          | 1999 | 2003 | 1    | 1      | –      | 2      |
| 16.   | Zoi Sadowski-Synnott        | Neuseeland          | 2017 | 2019 | 1    | 1      | –      | 2      |
| 19.   | Sondra van Ert              | Vereinigte Staaten  | 1996 | 1999 | 1    | –      | 3      | 4      |
| 20.   | Helene Olafsen              | Norwegen            | 2007 | 2013 | 1    | –      | 2      | 3      |
| 21.   | Liu Jiayu                   | Volksrepublik China | 2009 | 2011 | 1    | –      | 1      | 2      |
| 21.   | Fränzi Mägert-Kohli         | Schweiz             | 2007 | 2009 | 1    | –      | 1      | 2      |
| 21.   | Miyabi Onitsuka             | Japan               | 2015 | 2017 | 1    | –      | 1      | 2      |
| 21.   | Margherita Parini           | Italien             | 1997 | 1999 | 1    | –      | 1      | 2      |
| 21.   | Heidi Renoth                | Deutschland         | 1997 | 2003 | 1    | –      | 1      | 2      |
| 21.   | Chloé Trespeuch             | Frankreich          | 2017 | 2017 | 1    | –      | 1      | 2      |

#### Parallelslalom
| Platz | Name           | Land       | Von  | Bis  | Gold | Silber | Bronze | Gesamt |
| ----- | -------------- | ---------- | ---- | ---- | ---- | ------ | ------ | ------ |
| 1.    | Marion Posch   | Italien    | 1996 | 1999 | 2    | –      | –      | 2      |
| 2.    | Karine Ruby    | Frankreich | 1997 | 2003 | 1    | 2      | –      | 3      |
| 2.    | Isabelle Blanc | Frankreich | 1999 | 2003 | 1    | 2      | –      | 3      |

#### Slalom
| Platz | Name                        | Land        | Von  | Bis  | Gold | Silber | Bronze | Gesamt |
| ----- | --------------------------- | ----------- | ---- | ---- | ---- | ------ | ------ | ------ |
| 1.    | Heidi Renoth                | Deutschland | 1997 | 1997 | 1    | –      | –      | 1      |
| 2.    | Dagmar Mair unter der Eggen | Italien     | 1997 | 1997 | –    | 1      | –      | 1      |
| 3.    | Dorothée Fournier           | Frankreich  | 1997 | 1997 | –    | –      | 1      | 1      |

#### Parallel-Riesenslalom
| Platz | Name             | Land       | Von  | Bis  | Gold | Silber | Bronze | Gesamt |
| ----- | ---------------- | ---------- | ---- | ---- | ---- | ------ | ------ | ------ |
| 1.    | Ursula Bruhin    | Schweiz    | 2001 | 2003 | 2    | –      | –      | 2      |
| 2.    | Claudia Riegler  | Österreich | 2011 | 2015 | 1    | 1      | –      | 2      |
| 2.    | Aljona Sawarsina | Russland   | 2011 | 2015 | 1    | 1      | –      | 2      |

#### Riesenslalom
| Platz | Name              | Land               | Von  | Bis  | Gold | Silber | Bronze | Gesamt |
| ----- | ----------------- | ------------------ | ---- | ---- | ---- | ------ | ------ | ------ |
| 1.    | Karine Ruby       | Frankreich         | 1996 | 2001 | 2    | 1      | –      | 3      |
| 2.    | Sondra van Ert    | Vereinigte Staaten | 1996 | 1999 | 1    | –      | 2      | 3      |
| 3.    | Margherita Parini | Italien            | 1997 | 1999 | 1    | –      | 1      | 2      |

#### Boardercross/Snowboardcross
| Platz | Name               | Land               | Von  | Bis  | Gold | Silber | Bronze | Gesamt |
| ----- | ------------------ | ------------------ | ---- | ---- | ---- | ------ | ------ | ------ |
| 1.    | Lindsey Jacobellis | Vereinigte Staaten | 2005 | 2017 | 5    | –      | –      | 5      |
| 2.    | Karine Ruby        | Frankreich         | 1997 | 2005 | 3    | 1      | –      | 4      |
| 3.    | Helene Olafsen     | Norwegen           | 2007 | 2013 | 1    | –      | 2      | 3      |

#### Halfpipe
| Platz | Name           | Land                | Von  | Bis  | Gold | Silber | Bronze | Gesamt |
| ----- | -------------- | ------------------- | ---- | ---- | ---- | ------ | ------ | ------ |
| 1.    | Doriane Vidal  | Frankreich          | 1999 | 2005 | 3    | 1      | –      | 4      |
| 2.    | Cai Xuetong    | Volksrepublik China | 2015 | 2019 | 2    | 1      | –      | 3      |
| 3.    | Holly Crawford | Australien          | 2009 | 2013 | 1    | 2      | –      | 3      |

#### Big Air
| Platz | Name           | Land       | Von  | Bis  | Gold | Silber | Bronze | Gesamt |
| ----- | -------------- | ---------- | ---- | ---- | ---- | ------ | ------ | ------ |
| 1.    | Elena Könz     | Schweiz    | 2015 | 2015 | 1    | –      | –      | 1      |
| 2.    | Anna Gasser    | Österreich | 2017 | 2017 | 1    | –      | –      | 1      |
| 3.    | Merika Enne    | Finnland   | 2015 | 2015 | –    | 1      | –      | 1      |
| 3.    | Enni Rukajärvi | Finnland   | 2017 | 2017 | –    | 1      | –      | 1      |

#### Slopestyle
| Platz | Name                 | Land       | Von  | Bis  | Gold | Silber | Bronze | Gesamt |
| ----- | -------------------- | ---------- | ---- | ---- | ---- | ------ | ------ | ------ |
| 1.    | Zoi Sadowski-Synnott | Neuseeland | 2017 | 2019 | 1    | 1      | –      | 2      |
| 2.    | Miyabi Onitsuka      | Japan      | 2015 | 2017 | 1    | –      | 1      | 2      |
| 3.    | Laurie Blouin        | Kanada     | 2017 | 2017 | 1    | –      | –      | 1      |
| 3.    | Enni Rukajärvi       | Finnland   | 2011 | 2011 | 1    | –      | –      | 1      |
| 3.    | Spencer O’Brien      | Kanada     | 2013 | 2013 | 1    | –      | –      | 1      |

## Nationenwertung

### Gesamt
Stand: 27. März 2021
| Platz | Name                   | Von  | Bis  | Gold | Silber | Bronze | Gesamt |
| ----- | ---------------------- | ---- | ---- | ---- | ------ | ------ | ------ |
| 1.    | Frankreich             | 1996 | 2021 | 20   | 22     | 10     | 52     |
| 2.    | Vereinigte Staaten     | 1996 | 2021 | 20   | 14     | 22     | 56     |
| 3.    | Österreich             | 1996 | 2021 | 16   | 20     | 19     | 55     |
| 4.    | Schweiz                | 1997 | 2021 | 14   | 15     | 12     | 41     |
| 5.    | Finnland               | 1997 | 2021 | 9    | 5      | 10     | 24     |
| 6.    | Italien                | 1996 | 2021 | 8    | 9      | 10     | 27     |
| 7.    | Australien             | 1999 | 2021 | 8    | 3      | 4      | 15     |
| 8.    | Kanada                 | 2001 | 2021 | 7    | 9      | 8      | 24     |
| 9.    | Deutschland            | 1996 | 2021 | 6    | 5      | 12     | 23     |
| 10.   | Russland               | 1999 | 2019 | 6    | 5      | 5      | 16     |
| 11.   | Norwegen               | 1997 | 2021 | 5    | 3      | 7      | 15     |
| 12.   | Slowenien              | 2001 | 2015 | 3    | 5      | 4      | 12     |
| 13.   | Japan                  | 2007 | 2021 | 3    | 5      | 2      | 10     |
| 14.   | Volksrepublik China    | 2009 | 2017 | 3    | 2      | 1      | 6      |
| 15.   | Tschechien             | 2011 | 2021 | 3    | 2      | 1      | 6      |
| 16.   | Schweden               | 1997 | 2013 | 2    | 8      | 6      | 16     |
| 17.   | Belgien                | 2009 | 2017 | 2    | 1      | 2      | 5      |
| 18.   | Russische Föderation   | 2021 | 2021 | 2    | 1      | 2      | 5      |
| 19.   | Neuseeland             | 2011 | 2021 | 2    | 1      | 1      | 4      |
| 20.   | Spanien                | 2015 | 2021 | 1    | 3      | 1      | 5      |
| 21.   | Niederlande            | 1996 | 2011 | 1    | 2      | –      | 3      |
| 22.   | Vereinigtes Königreich | 2019 | 2021 | 1    | 1      | –      | 2      |
| 23.   | Ukraine                | 2019 | 2019 | –    | 1      | –      | 1      |
| 24.   | Polen                  | 2007 | 2009 | –    | –      | 2      | 2      |
| 25.   | Slowakei               | 2015 | 2015 | –    | –      | 1      | 1      |

### Männer
| Platz | Land                | Von  | Bis  | Gold | Silber | Bronze | Gesamt |
| ----- | ------------------- | ---- | ---- | ---- | ------ | ------ | ------ |
| 1.    | Finnland            | 1997 | 2015 | 8    | 3      | 8      | 19     |
| 2.    | Österreich          | 1996 | 2015 | 7    | 3      | 10     | 20     |
| 3.    | Vereinigte Staaten  | 1996 | 2015 | 6    | 8      | 12     | 26     |
| 4.    | Frankreich          | 1999 | 2009 | 6    | 8      | 3      | 17     |
| 5.    | Schweiz             | 1997 | 2013 | 6    | 6      | 2      | 13     |
| 6.    | Kanada              | 2001 | 2015 | 4    | 6      | 3      | 11     |
| 7.    | Italien             | 1996 | 2015 | 4    | 2      | 3      | 9      |
| 8.    | Australien          | 1999 | 2015 | 4    | –      | 1      | 5      |
| 9.    | Slowenien           | 2001 | 2015 | 3    | 4      | 4      | 11     |
| 10.   | Schweden            | 1997 | 2013 | 2    | 7      | 2      | 11     |
| 11.   | Deutschland         | 1996 | 2009 | 2    | 3      | 2      | 7      |
| 12.   | Japan               | 2007 | 2013 | 1    | 2      | –      | 3      |
| 13.   | Norwegen            | 1997 | 2013 | 1    | 1      | 3      | 5      |
| 14.   | Belgien             | 2009 | 2013 | 1    | 1      | 2      | 4      |
| 15.   | Russland            | 2013 | 2015 | 1    | 1      | 1      | 3      |
| 16.   | Volksrepublik China | 2015 | 2015 | –    | 1      | –      | 1      |

### Frauen
| Platz | Land                | Von  | Bis  | Gold | Silber | Bronze | Gesamt |
| ----- | ------------------- | ---- | ---- | ---- | ------ | ------ | ------ |
| 1.    | Frankreich          | 1996 | 2015 | 12   | 12     | 5      | 29     |
| 2.    | Schweiz             | 1997 | 2015 | 7    | 6      | 5      | 18     |
| 3.    | Vereinigte Staaten  | 1996 | 2015 | 7    | 3      | 5      | 15     |
| 4.    | Österreich          | 1996 | 2015 | 4    | 12     | 8      | 24     |
| 5.    | Italien             | 1996 | 2015 | 4    | 2      | 4      | 10     |
| 6.    | Russland            | 1999 | 2015 | 3    | 3      | 1      | 7      |
| 7.    | Deutschland         | 1997 | 2013 | 2    | 1      | 5      | 8      |
| 8.    | Kanada              | 2001 | 2013 | 2    | 1      | 3      | 6      |
| 9.    | Norwegen            | 2001 | 2013 | 2    | 1      | 2      | 5      |
| 10.   | Volksrepublik China | 2009 | 2015 | 2    | –      | 1      | 3      |
| 11.   | Australien          | 2009 | 2013 | 1    | 2      | 1      | 4      |
| 12.   | Niederlande         | 1996 | 2011 | 1    | 2      | –      | 3      |
| 13.   | Finnland            | 2001 | 2015 | 1    | 1      | 1      | 3      |
| 13.   | Japan               | 2007 | 2015 | 1    | 1      | 1      | 3      |
| 15.   | Tschechien          | 2011 | 2015 | 1    | 1      | –      | 2      |
| 16.   | Schweden            | 1997 | 2003 | –    | 1      | 4      | 5      |
| 17.   | Spanien             | 2015 | 2015 | –    | 1      | –      | 1      |
| 18.   | Polen               | 2007 | 2009 | –    | –      | 2      | 2      |
| 19.   | Neuseeland          | 2011 | 2011 | –    | –      | 1      | 1      |
| 19.   | Slowakei            | 2015 | 2015 | –    | –      | 1      | 1      |